# Sven Unger
Sven Unger (ismeretlen – ismeretlen) svéd válogatott labdarúgó.

## Sikerei, díjai
- IK Sleipner
  - Svéd első osztály bajnoka: 1937–38